# Jungle Jack
Vous lisez un « bon article » labellisé en 2013.
Série
Jungle Jack 2 : La Star de la Jungle
(1996)
Pour plus de détails, voir Fiche technique et Distribution.
Jungle Jack (Jungledyret ou Jungledyret Hugo) est un film d'animation danois réalisé par Stefan Fjeldmark et Flemming Quist Møller, sorti en décembre 1993 au Danemark. Ce film est surtout connu pour être le premier de la société de production A. Film A/S, cofondée en 1988, entre autres par Stefan Fjeldmark et le producteur Anders Mastrup.
Tiré du livre pour enfants de Flemming Quist Møller, publié en 1988, Jungle Jack a obtenu un grand succès dans son pays d'origine. Il est aussi le précurseur de l'arrivée du cinéma d'animation danois sur la scène internationale, suivi par des films comme Gloups ! je suis un poisson (2000) ou Astérix et les Vikings (2006), eux aussi produits par A. Film A/S. D'autre part, le film est le premier volet d'une trilogie sur le personnage de Jungle Jack : le second volet sort trois ans plus tard, en 1996, et il faut attendre 2007 avant de voir troisième volet, ce dernier étant réalisé en image de synthèse contrairement aux deux premiers de la franchise. Le personnage a également connu une adaptation en série télévisée en 2003, qui a servi de transition entre les second et troisième volets.
Le film est aussi l'occasion pour certains membres de l'équipe du film de se faire connaître. Stefan Fjeldmark réalise son premier long métrage avec Jungle Jack ; de même, la jeune chanteuse Kaya Brüel est découverte par le grand public à travers le rôle de Rita.
Jungle Jack est considéré comme un film culte du paysage cinématographique danois.

## Synopsis
Jungle Jack (ou Hugo dans la version originale) est une petite créature rare habitant dans la forêt amazonienne. Il passe ses journées à s'amuser avec ses amis, les singes araignées Zick et Zack. Au même moment, l'actrice Isabella Scorpion (ou Isabella Dehavalot dans la version originale), lassée par les animaux classiques qu'elle possède, charge son producteur Conrad Cupmann de capturer cet animal rare. Jack est alors attrapé mais il parvient à s'échapper avant de se faire emporter par une cascade. Il trouve refuge sur un bananier avant d'être embarqué dans un sac qui le mène sur un navire bananier où se trouvent Isabella et Cupmann.
L'animal est alors recueilli par Charlie la Boulette (ou DelleKaj dans la version originale), chef cuistot du bateau, qui décide de confier Jack à un zoo au lieu de le vendre à Isabella. Jack se sent vite dépaysé dans son nouveau domicile mais il rencontre Rita, une jeune renarde sauvage avec qui il se lie d'amitié. Cupmann tente ensuite de voler Jack durant la nuit mais ce dernier parvient encore à filer entre les doigts du producteur et se retrouve au cœur de la ville.
Jack passe la nuit sur le toit d'un immeuble avant de se rendre chez un primeur pour déguster quelques fruits. Il rencontre une femelle caniche. Jack se cache alors dans le sac de sa maîtresse et arrive au domicile de la femme et du caniche. Après qu'il a escaladé une armoire, la chienne pense que c'est un chat et menace de l'attaquer. Jack parvient à s'échapper après avoir réussi à distraire son attention.
Plus tard, Jack retrouve Rita qui le conduit à une poubelle extérieure pour trouver de quoi soulager sa faim. Non habitué à cette nourriture, Jack se rend avec Rita à la porte d'un restaurant situé sur le territoire des chats, lesquels n'acceptent pas cette intrusion. Alors que Jack est sur le point de se faire tuer par l'un d'eux, Rita sauve son ami grâce au skateboard qu'ils avaient utilisé auparavant pour se déplacer. Jack demande alors à Rita de l'emmener chez elle pour pouvoir dormir.
Le lendemain, Jack annonce qu'il va rejoindre le port pour retourner sur le bateau et revenir dans la jungle. Rita souhaite l'accompagner mais sa mère n'est pas d'accord et décide d'amener Jack elle-même jusqu'au port. Néanmoins, la mère de Rita est obligée de laisser Jack seul car ils sont poursuivis par trois hommes chargés par Cupmann de retrouver Jack. Rita arrive alors pour aider à nouveau Jack mais ils sont pris à partie par la bande de chats du restaurant. Toutefois, ces derniers prennent vite la fuite en entendant les aboiements des chiens des hommes de Cupmann. Jack et Rita plongent alors dans les égouts et arrivent devant le bateau.
Au moment où Jack tente de révéler ses sentiments à Rita, elle lui évite de se faire capturer une nouvelle fois et Jack parvient à rejoindre le bateau. Cupmann décide alors de cesser sa collaboration avec Isabella, qui lui coûte trop cher. Au moment du départ, Rita se perche sur une grue pour demander à Jack qu'il revienne l'année suivante pour qu'ils puissent rester ensemble cette fois. Sur le bateau, Jack retrouve Charlie qui, cette fois-ci, décide de le ramener dans la jungle. Une fois arriver, Jack retrouve Zick et Zack.

## Fiche technique
- Titre : Jungle Jack
- Titre original : Jungledyret (littéralement « l’animal de la jungle »)
- Réalisation : Stefan Fjeldmark et Flemming Quist Møller
  - Assistant réalisateurs : David Lamhauge
- Scénario : Flemming Quist Møller d'après son propre livre pour enfants Jungledyret Hugo (1988)
  - Storyboardeurs : Stefan Fjeldmark, Carl Quist Møller et Anders Sørensen
- Musique :
  - Composition musicale : Anders Koppel et Hans-Henrik Ley
  - Paroliers : Hans-Henrik Ley et Søren Kragh-Jacobsen
- Production :
  - Producteurs : Per Holst et Anders Mastrup
  - Managers de production : Jo Hahn, Brigitte Jopp et Tone Tarding
  - Assistant de production : Lisbeth Bøgh
  - Chargés de la pré-production : Marie Bro, Helle Hansen et Hans Perk
  - Chargé de la post-production : Mogens Dester
- Animation :
  - Chefs-animateur : Michael Helmuth Hansen, Jørgen Lerdam, Karsten Kiilerich, Jesper Møller, Meelis Arulepp, Dan Harder et Kim Hagen Jensen
  - Animateurs : Ásta Sigurðardóttir, Johnny Zeuthen, Anna Gellert Nielsen, Stefan Fjeldmark, Thomas Fenger, Rune Brandt, Michael Hegner, Hans Perk, Bo Johannesson, Jens Leganger Larsen, Martin Madsen, Ashley Lenz, Julie Phelan, Carl Quist Møller, Hope Devlin Kristiansen, Ando Tammik, Ilan W. Hatukah, Fran Doyle et Kristina Pindal
- Conception graphique :
  - Chargés des layouts : Tomas Landgreen, Ole Bidstrup et Marco Cinello
  - Arrière-plan : Peter Kielland, Bjarne Hansen, Teddy Kristiansen et Michael Di Biase
- Sociétés de production : A. Film A/S et Per Holst Filmproduktion
- Pays d'origine : Danemark
- Langue originale : danois
- Durée : 73 minutes (version américaine : 68 minutes) - métrage : 2 010 mètres
- Format : Couleurs - 35 mm - 1,78:1 - Stéréo / Dolby
- Sortie cinéma :
  -  Danemark : 10 décembre 1993 (Distributeur : Egmont Film)
  -  France (première sortie) : 23 novembre 1994 (Distributeurs : Nouvelles Distribution et Prestation / Les Films de La Rochelle)
  -  France (seconde sortie) : 24 mai 2006 (Distributeur : CQFD)
- Sortie VHS :
  -  France : 1er janvier 1999 (Distributeur : Fravidis)

Sauf mention contraire, les informations de cette section proviennent de l'Internet Movie Database, commeaucinema.com, danskfilminstitut.dk et cinemotions.com. 

## Distribution

### Voix originales
- Jesper Klein : Hugo (Jungle Jack en VF) / DelleKaj (Charlie la Boulette en VF)
- Kaya Brüel : Rita
- Jytte Abildstrøm : Isabella Dehavalot (Isabella Scorpion en VF)
- Anne Marie Helger : Sabina
- Søs Egelind : Zick / Zack
- Flemming Quist Møller : Conrad Cupmann
- Helle Ryslinge : la mère de Rita
- Axel Strøbye : voix additionnelles
- Anne Marie Ottersen : voix additionnelles
- Pia Bovin : voix additionnelles
- Jannie Faurschou : voix additionnelles
- Karsten Kiilerich : voix additionnelles
- Mia Lerdam : voix additionnelles
- Lajla Mirmont : voix additionnelles
- Carl Quist Møller : voix additionnelles
- Kirsten Rolffes : voix additionnelles
- Christian Sievert : voix additionnelles
- Emil Tarding : voix additionnelles
- Thomas Winding : voix additionnelles

### Voix françaises
- Adrien Antoine : Jack
- Claire Guyot : Rita
- Sophie Deschaumes : Isabella Scorpion
- Serge Faliu : Charlie la Boulette
- Igor De Savitch : Conrad Cupmann
- Martine Irzenski : Sabina
- Marc Alfos : le lion du zoo et le chat orange

Sauf mention contraire, les informations proviennent du site internet du magazine Première.

## Production

### Genèse
Flemming Quist Møller est un écrivain, réalisateur et artiste danois. Il est principalement connu, dans la littérature, pour ses œuvres dans le domaine des fictions pour enfants. Le personnage de Jungledyret Hugo naît en 1966 lorsque Quist Møller compose une berceuse pour son fils, Carl Quist Møller, qui n'est encore qu'un bébé.
En 1986, il est sollicité par Danmarks Radio pour écrire une histoire destinée à être retransmise à l'antenne pour le jeune public. L'auteur accepte et propose cette idée de Jungledyret Hugo, écrivant le scénario pour la radio. Il en profite aussi pour travailler à une adaptation de cette histoire en album illustré.

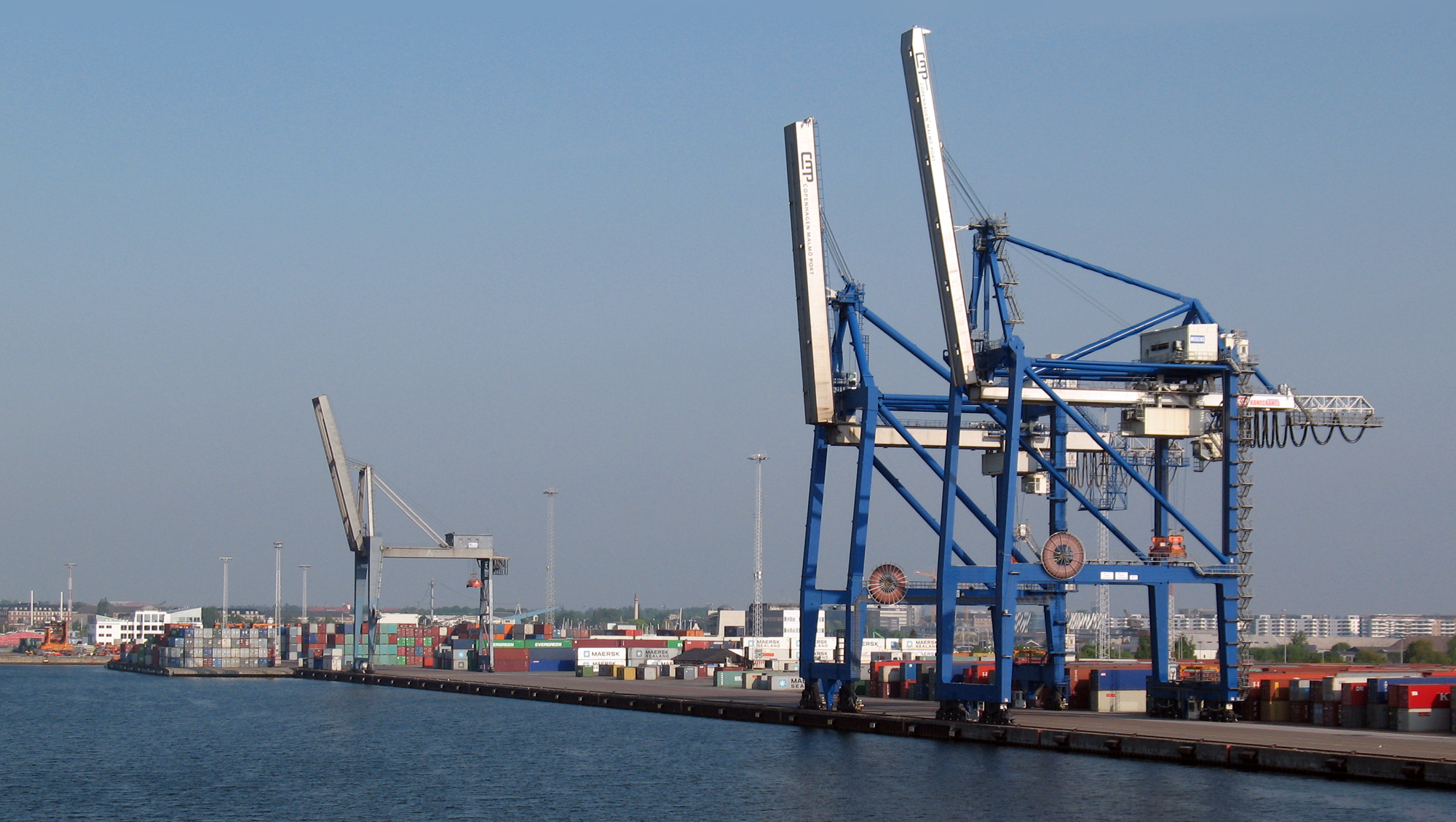
Carl Quist Møller a étudié le fonctionnement d'un navire bananier dans le port de Copenhague afin de rendre ses dessins plus vraisemblables.

Un court métrage sur Hugo est ensuite présenté sur la chaîne de télévision DR1 en 1987. Pour la réalisation de ce petit film, Flemming Quist Møller propose aux producteurs que son fils se charge de l'animation du personnage. Carl Quist Møller travaille donc à l'élaboration du court métrage ainsi que sur l'illustration du livre de son père. Carl fait alors une première proposition du personnage en le définissant comme « un mélange entre un chat, un singe et un ours », ressemblant un peu à un « loup-garou bébé » selon l'illustrateur. Son père refuse cette première idée, voulant avoir un personnage plus petit, rond et avec une fourrure « légèrement épaisse ».
En 1988, l'album illustré, composé de soixante-deux pages créées avec la collaboration de Carl Quist Møller, est édité sous le titre Jungledyret Hugo. Le livre est publié chez l'éditeur Gyldendal,. Pour préparer ce livre, Carl Quist Møller visite un navire bananier dans le port de Copenhague et prend des photos de la cuisine ainsi que du personnel de bord dans différentes situations.
Ce livre suit les aventures d'Hugo, un petit animal fictif vivant dans la jungle, caractérisé par une grande curiosité. Sa race n'est pas déterminée mais il est présenté comme un animal rare. L'intrigue annonce l'arrivée d'Hugo au Danemark à bord d'un bananier. Ce livre fait ensuite l'objet de huit autres éditions et sort plus tard dans trois langues différentes. Le livre est très bien accueilli par la critique littéraire danoise et Møller reçoit le prix BMF 1988 du livre pour enfant pour Jungledyret Hugo, au terme d'un vote auprès des libraires du pays.

### Développement
Dans les années 1980, le cinéma d'animation danois tente de se faire une place dans le milieu de l'animation européenne. Le Danemark produit quelques films durant cette période comme Le Secret de Moby Dick (Samson og Sally, 1984), Valhalla (1986) ou encore Strit og Stumme (1987). En 1988, le producteur Anders Mastrup ainsi qu'un groupe d'animateurs composé de Stefan Fjeldmark, Karsten Killerich, Jørgen Lerdam et Hans Perk, fondent un studio d'animation qu'il baptise A. Film A/S.
Le studio commence ses activités, surtout par de l'animation secondaire sur les films Oliver et Olivia (Fuglekrigen i Kanøfleskoven) ainsi que Les Aventures de Zak et Crysta dans la forêt tropicale de FernGully (FernGully: the Last Rainforest).
La société A. Film cherche à réaliser intégralement son premier long métrage. Inspirée par le livre Jungledyret Hugo, elle contacte l'auteur pour savoir si celui-ci avait pensé à transposer les aventures d'Hugo au cinéma. Møller accepte cette idée.
Le Danske Filminstitut (Institut du cinéma danois) fournit pour la production du film 100 000 couronnes danoises. Le film est également soutenu par le producteur Per Holst, qui a déjà produit quelques films d'animation danois bien avant la fondation du nouveau studio. Le film est produit au Danemark mais aussi au sein d'autres studios, basés en Suède, en Norvège et en Allemagne,.
De son côté, le Comité de direction du Fonds Eurimages du Conseil de l'Europe délivre une aide au film pour sa distribution au sein de l'Europe.
Stefan Fjeldmark est choisi comme réalisateur, faisant ses débuts à la réalisation de long métrage, aux côtés de Flemming Quist Møller, qui signe aussi le scénario du film. Après la signature du contrat, Fjeldmark, Flemming et Carl Quist Møller s'installent pendant quelque temps dans un chalet pour adapter le livre en un scénario pour le cinéma. Fjelmark et Flemming réécrivent l'histoire du livre pour le cinéma alors que Carl s'occupe des illustrations et des croquis d'inspiration.

### Musique et chansons du film
La composition de la musique du film est confiée à Anders Koppel, ami proche de Flemming Quist Møller, avec qui il forme le groupe de jazz Bazaar, ainsi qu'à Hans-Henrik Ley, qui crée sa première partition pour un long métrage.
Flemming Quist Møller souhaite que la musique soit interprétée par le Tango Orkestret, dont lui-même et son fils Carl font partie. La musique est très différente du style tango auquel est habitué l'orchestre. D'autre part, le style de musique et les chansons sont destinés à un jeune public. Le style d'Anders Koppel dans ce film, ainsi que le second volet Jungle Jack 2, est comparé aux compositions d'Hans Zimmer des années 1980 par le site movieweb.com. Ce même site salue la musique surtout dans les séquences émotionnelles du film, les chansons étant qualifiées d'« addictives » et interprétées par « de bons chanteurs originaux ».
La chanteuse Kaya Brüel, qui double le personnage de Rita, interprète également la chanson de ce personnage. En revanche, Jesper Klein, l'interprète du personnage de Jack, est remplacé sur les deux chansons de son personnage par Mek Pek.
Le film comporte trois chansons, composées par Hans-Henrik Ley et Søren Kragh-Jacobsen, cinéaste et musicien réputé au Danemark :
- Wulle Wap Sang : interprétée par Jack, Zick et Zack, cette chanson ouvre le film et présente le personnage de Jack, l'animal le plus malin de la jungle.
- DelleKaj's Sang : chanson de Charlie le cuisinier en l'honneur de son nouvel ami, Jack, ainsi que de sa cuisine lorsque le bateau se dirige vers la ville.
- Skateboard Sang : interprétée par Jack et Rita, cette chanson se situe lorsque ces deux personnages traversent la ville sur leur skateboard pour se rendre sur le territoire des chats.

Parallèlement à la sortie du film, en 1993, la bande originale du film est éditée par le label Columbia. Cet album sort dans d'autres pays et les chansons sont modifiées en fonction du doublage effectué sur le territoire. En 1997, la bande originale du film ainsi que de sa suite sort en format CD-ROM, toujours éditée sous le label Columbia. Elle contient les neuf chansons interprétées dans les deux longs métrages.

## Accueil

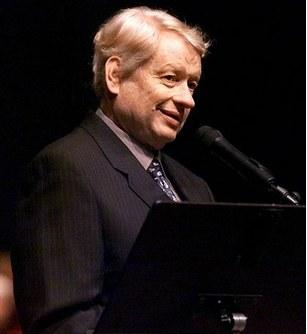
L'acteur Jesper Klein, ici en 2003, est la voix originale du personnage de Jack.

Le 10 décembre 1993, Jungledyret sort sur les écrans au Danemark. Le film connaît un grand succès dans son pays d'origine, aussi bien au niveau critique qu'au niveau du box-office,,. Dans le pays, le film attire 362 298 spectateurs dans les salles obscures.
En France, le film parait en salle une première fois le 23 novembre 1994 avec la distribution de la société Nouvelle distribution et prestation et celle, plus mineure, des Films de La Rochelle,. La sortie initiale du film sera mentionnée dans les journaux Le Canard enchaîné et Le Nouvel Observateur.
Il bénéficie d'une seconde sortie cinéma en France le 24 mai 2006, distribué par CQFD,. Cette deuxième sortie est due, selon Virgile Dumez, critique sur À voir-à lire.com, à celle un mois plus tôt d’Astérix et les Vikings, réalisé par Stefan Fjeldmark et Jesper Møller. Celui-ci, écrivant cette critique lors de la seconde sortie, voit plusieurs références aux films des studios Disney comme Les Aristochats, Les Aventures de Bernard et Bianca ainsi que Rox et Rouky.
L'ensemble des critiques perçoit le film comme étant pour un public jeune voire très jeune. Dumez écrit que le film arrivera « sans problème à satisfaire les enfants de moins de dix ans », affirmant que « cette petite production danoise possède le charme du dessin animé traditionnel ». En revanche, il critique une « animation sommaire » ainsi que des chansons peu entraînantes et moins bien doublées en version française. Il attribue une note de 2⁄4. De leur côté, Les Inrockuptibles attribuent aussi une note de 2⁄4 et définissent Jungle Jack comme « un film écolo qui se veut pédagogique dans sa description des rapports de l’homme à la nature et au monde animal ». Bernard Génin, de Télérama, définit le long métrage comme « gentiment décontracté » et salue le fait que « ce petit dessin animé danois n'a pas la prétention de rivaliser avec les superproductions américaines. La malice de son héros frondeur et déluré fait oublier la modestie des moyens ». D'un autre côté, Génin déconseille le film aux plus de dix ans qui pourraient reprocher à Jungle Jack d'être « trop bébé ».

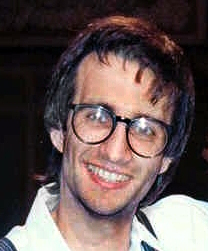
La version anglaise de Jungle Jack, avec Bronson Pinchot (ici en 1987) dans le rôle-titre, fut très critiquée aux États-Unis.

Didier-Philippe Gérard, dans sa présentation du film pour Filmo TV, décrit le film comme étant « destiné aux tout-petits ». Enfin, lors de son passage à la télévision, le magazine Télécâble Sat Hebdo se laisse convaincre par le film, écrivant qu'il est « impossible de résister au charme de ce héros malicieux. Ses aventures sont pleines de surprises », concluant sur une note de 2⁄4.
En Allemagne, le magazine Prisma, salue « une caricature danoise de la meilleure manière de Disney », félicite l'auteur Flemming Quist Møller et qualifie le film de « parabole satirique de notre monde ».
Le 27 septembre 2005, la société de production et de distribution Miramax sort les deux films de la franchise aux États-Unis, au format DVD, mettant en avant le second opus Jungle Jack 2 : La Star de la Jungle (Jungledyret 2 : Den store filmhelt), incluant le premier film Jungle Jack en bonus. Les deux films sont doublés en anglais, les chansons ainsi que la composition musicale sont réécrites,.
Cette sortie est très mal accueillie par la critique américaine. Une des critiques unanimes est le choix de l'acteur Bronson Pinchot comme voix du personnage de Jack. Kevin Carr de 7mpictures.com écrit que « rien ne peut excuser le mauvais jeu de voix de Bronson Pinchot », continuant en affirmant que « [Pinchot] n'est pas un doubleur et que ses tentatives de comédie vocale [lui] font dresser les cheveux sur la tête ». En revanche, Carr félicite les autres voix anglaises du film. Jeremy Gutler de chud.com résume en écrivant que « le doublage est horrible... pratiquement aucun effort ». Kevin Carr compare les deux films danois aux productions Disney des années 1970 et 1980, définissant ces films comme « mignons mais pas énormes ». Néanmoins, il avoue que « les personnages sont assez mignons et colorés pour garder [l'] attention [du jeune public] ».
Le site movieweb.com salue les deux premiers films de la franchise danoise, qui lui rappellent le style d'animation des studios de Don Bluth. Néanmoins, lui aussi critique le doublage anglais ainsi que l'adaptation du film dans cette version et conseille à ses lecteurs le film en version originale sous-titrée.
Jeremy Butler s'attaque virulemment au choix de Miramax de sortir le deuxième volet de la série et de mettre le premier film en bonus, affirmant qu'il y aurait confusion au niveau du public. Il critique par la même occasion la réécriture des chansons ainsi que la mauvaise synchronisation du doublage anglais. Le site freedomsite reprend les mêmes arguments que la majorité des critiques et avoue qu'il « déteste vraiment ce film ». Par ailleurs, il juge « légèrement offensante » la caricature de Michael Jackson, apparaissant au début du film,.

## Distinctions
Le film Jungle Jack est distingué dans les deux principales cérémonies de récompenses danoises, à savoir les Bodil (prix de la critique danoise) et les Robert (prix de l'Académie cinématographique danoise). D'abord, Flemming Quist Møller reçoit un Bodil d'honneur pour son travail sur le film ainsi que dans le milieu du film d'animation plus généralement. Møller est considéré comme un pilier du cinéma d'animation danois,. Ensuite, le duo de compositeur Anders Koppel et Hans-Henrik Ley reçoit le Prix Robert de la meilleure musique de film. Ce sera le premier Robert que Koppel décroche ; il en remporte un deuxième, deux ans plus tard, pour Menneskedyret.
En 1995, Jungle Jack est sélectionné au Festival international du film pour enfants et jeune public de Montevideo en Uruguay (Festival Internacional de Cine para Niños y Jóvenes) et remporte le Grand Prix Gurí (Grand prix du jury), qui récompense le meilleur film du festival. Le film, intitulé en espagnol Juancito de la selva, remporte également le prix du meilleur long métrage d'animation du festival.
La même année, le film fait partie de la sélection officielle du Festival international du film d'animation d'Annecy dans la catégorie long métrage mais ne remporte aucune des deux récompenses de cette catégorie,.
En 1999, le film est projeté lors du Festival international du film pour enfants de Montréal et remporte le Prix spécial du jury des enfants. Il sera projeté à trois reprises lors de l'édition 2007 de ce même festival.
| Cérémonie ou festival                                                          | Catégorie                                                            | Personnalité(s) nommée(s)                 | Résultat  |
| ------------------------------------------------------------------------------ | -------------------------------------------------------------------- | ----------------------------------------- | --------- |
| Bodil 1994                                                                     | Bodil d'honneur (Æres-Bodil)                                         | Flemming Quist Møller                     | Lauréat   |
| Prix Robert 1994                                                               | Prix Robert de la meilleure musique de film (Robert for årets musik) | Anders Koppel et Hans-Henrik Ley          | Lauréat   |
| Festival international du film d'animation d'Annecy 1995                       | Cristal du long métrage                                              | Stefan Fjeldmark et Flemming Quist Møller | Sélection |
| Festival international du film pour enfants et jeune public de Montevideo 1995 | Grand Prix Gurí (Gran Premio Gurí)                                   | Stefan Fjeldmark et Flemming Quist Møller | Lauréat   |
| Festival international du film pour enfants et jeune public de Montevideo 1995 | Meilleur long métrage d'animation (Mejor Largometraje de Animación)  | Stefan Fjeldmark et Flemming Quist Møller | Lauréat   |
| Festival international de films pour enfants de Montréal 1999                  | Prix spécial du jury des enfants                                     | Stefan Fjeldmark et Flemming Quist Møller | Lauréat   |

## Suites et développement de la franchise
En 1995, un jeu vidéo tiré du film sort, produit par la société Sweatbox Software. C'est un jeu de plates-formes en deux dimensions, disponible sur PC. Il est compatible pour des ordinateurs bas de gamme mais peut fonctionner avec les logiciels Windows. Le jeu ne peut tourner sur Windows Vista ou Windows XP sans le logiciel DOSBox mais peut s’exécuter sur les systèmes comme Windows 95 et Windows 98. Il est produit par et sous la direction artistique de Dan Harder, chef-animateur du film Jungle Jack, pour la société de production de films de Per Holst. Le jeu a la même trame que le film. Le joueur contrôle le personnage de Jack et doit lui faire relier deux points de différents niveaux, tout en évitant les projectiles (noix de cocos), les ennemis (chats, rats, mouettes) ainsi que les boss (Isabella Scorpion). Chaque niveau reprend un passage du film comme le parcours de skateboard,.
Le début de production du jeu vidéo commence le 1er avril 1995 avec sept animateurs, ayant tous eu un passé dans le film d'animation, notamment avec Don Bluth. D'autres personnes viendront épauler les animateurs, notamment dans la musique, la gestion du son et la production externe. L'ensemble des graphismes, personnages et arrière-plans ont été dessinés à la main. La finition du produit ainsi que l'ajout de la couleur ont été faits à l'aide de logiciels basiques comme Deluxe Paint ou encore Brilliance sur Amiga. Certains thèmes musicaux du long métrage sont repris mais d'autres sont composés par Johannes Bjerregaard. Le jeu sort finalement le 1er novembre 1995, respectant les délais, au format CD-ROM. Il est commercialisé au Danemark ainsi qu'en Suède, Norvège et Finlande. Malgré le succès du film, le jeu vidéo est un échec commercial et n'est pas exporté dans le reste de l'Europe. Le site Abandonia.com donnera une note parfaite au jeu, avouant que « le jeu entier est comme un rêve, et vous ne trouverez jamais une zone qui ressemble à n'importe quelle autre partie du jeu, tout est unique », saluant aussi les graphismes et la beauté du jeu.
Trois ans après la sortie de Jungle Jack, celui-ci a droit à une suite intitulé Jungle Jack 2 : La Star de la Jungle qui sort en décembre 1996 dans les salles danoises. Contrairement au premier film, la suite ne sort pas au cinéma en France et est éditée directement en VHS pour une sortie le 31 mars 1999. Au Danemark, le film aura un succès moindre au niveau du box-office mais, en revanche, dépasse les chiffres du premier film dans certains pays comme la Suède. Møller fait paraitre le livre du film la même année, reprenant le titre original du long-métrage Jungledyret Hugo - den store filmhelt.
L'auteur continue d'écrire les aventures de son héros Hugo et publie trois nouveaux livres : på eventyr med Rita (2000), Jungledyret Hugo - På farten igen (2001) ainsi que Jungledyret Hugo i nordlysets land (2002) qui servent de toile de fond pour la série télévisée, Jungledyret Hugo diffusé sur TV 2 Danmark,,. Celle-ci est composée d'une saison de treize épisodes, diffusée en 2003. Elle servira de transition entre le deuxième et troisième volet, Jungle Jack 3, qui sort en 2007 dans un film en image de synthèse,. Le dernier livre de Hugo, Jungledyret Hugo – fræk som altid, est publié en 2004. Certaines histoires du personnage seront rééditées au Danemark, quelques années après leur parution d'origine.
Le parc à thème Jesperhus, situé à Nykøbing Mors au Danemark, a choisi pour mascotte le personnage de Jack. Les personnages de Rita, Zick et Zack sont eux aussi présents dans le parc et sont au centre de spectacles pour enfants. Les acteurs jouant les personnages sont aussi les scénaristes de ces spectacles et sont tous des anciens ou actuels étudiants de l'école de théâtre et de musique de Mors.
En 2005, la société de production et de distribution danoise Nordisk Film, une des plus anciennes sociétés de production cinématographique dans le monde, sort le film au format DVD, dans la collection Nordisk Film klassikere (Classique de Nordisk Film), regroupant 166 films culte du cinéma danois,.